# Centralnojezgrovni banda jezici
Centralnojezgrovni banda jezici, jedan od dva ogranka centralnih banda jezika iz Srednjoafričke Republike i Demokratske Republike Kongo; drugu čini jezik banda-yangere [yaj]. Predstavnici su:
a. Banda-Bambari (1): banda-bambari [liy]
b. Banda-Banda (1): banda-banda [bpd]
c. Banda-Mbres (1): banda-mbrès [bqk]
d. Banda-Ndele (1): banda-ndélé [bfl]
e. Mid-Southern/središnji južni (5): središnji-južni banda [bjo], gobu [gox], kpagua [kuw], mono [mnh], ngundu [nue]
f. Togbo-Vara (1): togbo-vara banda [tor]

## Vanjske poveznice
- Ethnologue (14th)
- Ethnologue (15th)